# Озерянка (река)
Озеря́нка (разг. Чёрная река) — река в Украинских Карпатах, в пределах Хустского района, Закарпатской области. Левый приток Теребли (бассейн Тисы). С середины XIX века, по Озерянке (и далее, вниз по Теребле, Тисе) сплавлялся лес. У местных жителей река получила прозвище «чёрная» из-за частых трагедий плотогонов (бокорашей) в её водах.

## Описание
Длина 18 км, площадь водосборного бассейна 113 км². Уклон реки 31 м/км. Река типично горная, с быстрым течением, каменистым дном и многочисленными перекатами. Долина узкая (V-образная) и глубокая. Русло слабоизвилистое. В бассейне Озерянки часто бывают паводки.

## Расположение
Озерянка берет своё начало юго-восточнее озера Синевир, на северо-западных склонах горы Малая Озерянка (массив Горганы). Течёт сначала на северо-запад, затем — на запад, и далее — в основном на юго-запад (в приустьевой части — на запад). Впадает в Тереблю севернее села Синевир. Над рекой расположены северо-восточные выселки села Синевир.

## Интересные факты
- Река полностью протекает в рамках Национального природного парка «Синевир», созданного в 1974 году, первоначально — как ландшафтный заказник общегосударственного значения; с 5 января 1989 года, согласно указу Совмина УССР — Национальный парк[2].
- Во времена Австро-Венгрии эти места активно использовались для заготовки высококачественного леса-кругляка. С этой целью, в 1868—1869 годах, в бассейне Озерянки были построены три крупных гидротехнических сооружения для накопления и транспортировки леса — лесосплавные плотины (клявзы). Две — в верховьях: а) в урочище Фульевец, при впадении в Озерянку притока Дубылянка, разрушена паводком; б) на левом притоке Озерянки — реке Песя (у подножья горы Передня), вышла из эксплуатации в середине XX века, восстанавливалась в 1950 году, разрушена паводком, сохранились руины. Третья — основная и самая крупная, в приустьевой части (1,5 км до впадения Озерянки в Тереблю) — была в эксплуатации до 1961 года. С 1976 года — на её остатках функционирует Музей леса и сплава[3]. Был затоплен и частично разрушен во время паводка 4 ноября 1998 года. Восстанавливался в 1999—2000 гг., но вновь был разрушен паводком 2001 года. Подлежит восстановлению[4].
- В 1958 году, на основной плотине в устье Озерянки, проходили съёмки художественного фильма «Над Тиссой» (к/с «Мосфильм»). В остросюжетных сценах с плотами (бокорами) снимались профессиональные бокораши Синевирского лесхоза, бригады Юрия Михайловича Бугины (1922—2016)[5].